# 関東戒厳司令部
関東戒厳司令部（かんとうかいげんしれいぶ）とは、関東大震災後の東京とその近辺における行政戒厳の施行に伴い設置された、大日本帝国陸軍の司令部である。

## 概要

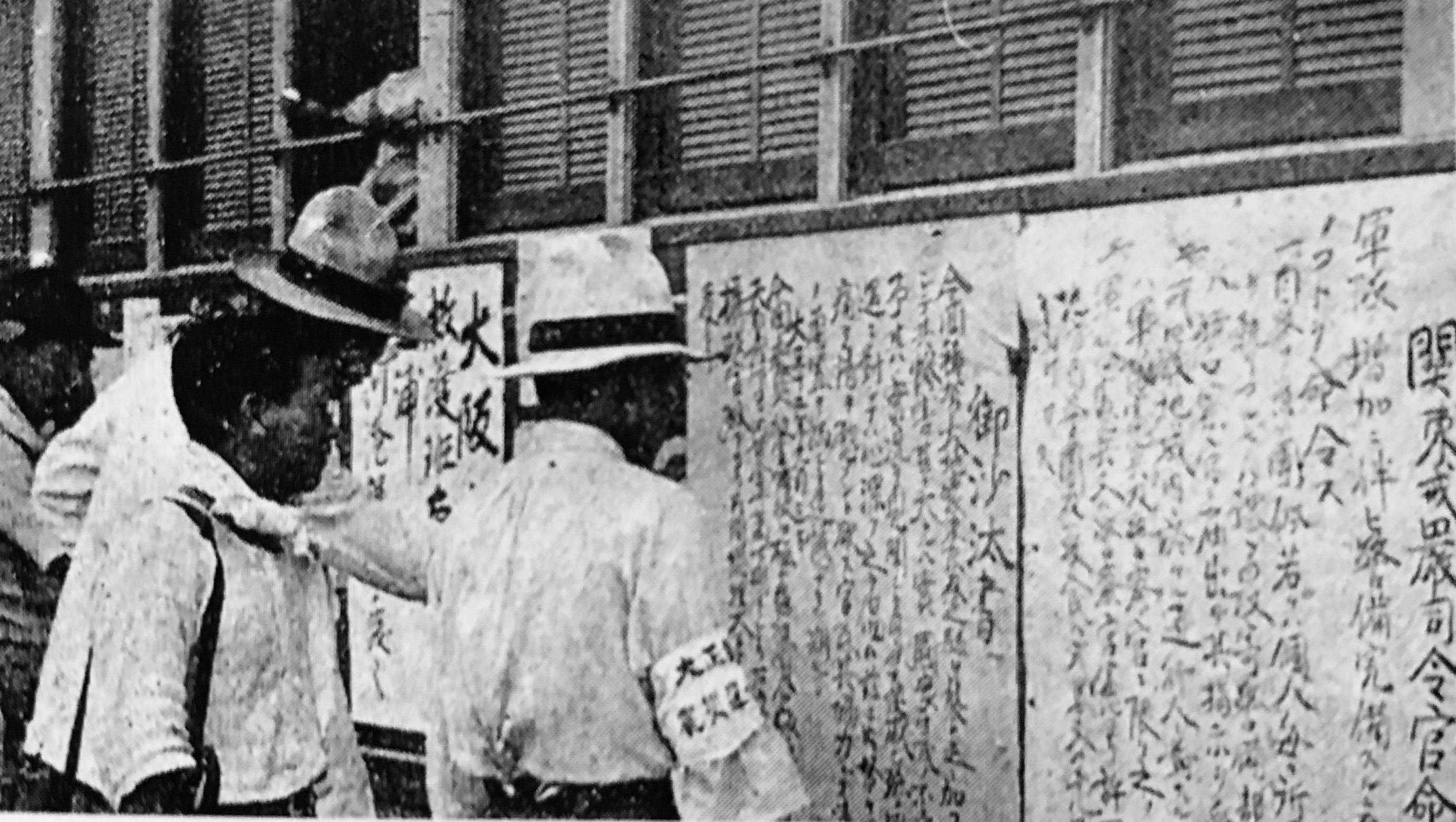
関東大震災発生から3日後の1923年9月4日、関東戒厳司令官の名で張り出された自警団取り締まりの布告。

1923年（大正12年）9月1日、関東大震災が発生し、緊急勅令により戒厳令の規定の一部を準用することとされた。これに伴い、関東戒厳司令部条例（大正12年9月3日勅令第400号）が定められ同日に関東戒厳司令部を設置した。司令官は陸軍大中将より親補し、天皇に直隷し、東京府とその付近の鎮戍警備に当たった。その実施のため担当区域内の陸軍部隊への指揮権が与えられた。司令官は軍政及び人事に係ることについては陸軍大臣の区処を受けた。司令部は、参謀長、参謀、副官、主計、軍医、陸軍司法事務官、下士、判任文官によって構成された。
最初の司令官には軍事参議官の福田雅太郎大将が任じられた。9月4日、福田は自警団取り締まりの布告を各所に張り出した。
9月16日に甘粕事件が起こると、9月20日に福田は更迭。後任に軍事参議官の山梨半造大将が任命された。
戒厳令の規定の一部準用が終了するため、勅令第480号（大正12年11月15日）により1923年11月16日、関東戒厳司令部は廃止され、首都警備の任務は同日に設置された東京警備司令部に引き継がれた。

## 司令部構成
関東戒厳司令官
- 福田雅太郎 大将：1923年9月3日 -
- 山梨半造 大将：1923年9月20日 - 11月16日

参謀長
- （兼）阿部信行 少将：1923年9月3日 - 11月16日